# Ховд (река)
Ховд (на монголски: Ховд гол) е река в Западна Монголия, вливаща се в езерото Хар Ус нуур. С дължина 516 km и площ на водосборния басейн 58 000 km² река Ховд води началото си под името Цаган Ус на 2667 m н.в. от ледниците, спускащи се по южния склон на планинския масив Табин-Богдо-Ола. В горното и средното си течение протича в дълбока долина през северните разклонения на планината Монголски Алтай. В най-горното си течение тече в югоизточна посока, като преминава през Ховдските езера. След изтичането си от езерото Хоргон нуур завива на североизток, а след устието на левия си приток Цаган гол – на изток. След устието на потока, изтичащ от езерото Ачит нуур, завива на юг-югоизток и запазва това направление до устието си. На около 75 km северно от град Ховд излиза от планините и до устието си тече през западната част на Котловината на Големите езера. Влива се от запад чрез 3 ръкава и малка заблатена делта в езерото Хара ус нуур. Основни притоци: леви – Могойтин гол, Цаган гол, Согог гол, Шивер гол; десни – Годон гол, Харгантин гол, Сагсай гол, Умне гол, Хатугийн гол, Хавцал гол, Буянт гол. Има предимно снежно-дъждовно подхранване и ясно изразено пълноводие през май и юни. Средният годишен отток в долното ѝ течение е 85 m³/s. Водите ѝ се използват за транспортиране на суров дървен материал. Долината на река Ховд е една от малкото долини в Монголия, по протежението на която са разположени повечко и по-големи населени места: Ценгел, Цаган гол, Улан Хус, Сагсай, Улегей (най-големия град по течението ѝ), Бугат, Алан Цуги, Ховд, Ак Арал, Баян Нур, Маянгат.